# Diocèse de San Marcos d'Arica
Le diocèse de San Marcos d'Arica (en latin : Dioecesis Sancti Marci Aricensis ; en espagnol : Diócesis de San Marcos de Arica) est un diocèse de l'Église catholique du Chili suffragant de l'archidiocèse d'Antofagasta.

## Territoire
Il comprend la région d'Arica et Parinacota ce qui correspond à un territoire d'une superficie de 16 873 km divisé en 24 paroisses. Le siège épiscopal est dans la ville d'Arica où se trouve la cathédrale Saint-Marc (es).

## Histoire
La prélature territoriale d'Arica est érigée le 17 février 1959 par la constitution apostolique Quibus a Deo du pape Jean XXIII en prenant sur le territoire du diocèse d'Iquique.
Nommé suffragant de l'archidiocèse de La Serena lors de sa création, il intègre la province ecclésiastique de l'archidiocèse d'Antofagasta le 28 juin 1967.
Le 29 août 1986 la prélature est élevée au rang de diocèse par la constitution apostolique Qua tenemur graviter du pape Jean-Paul II. Le diocèse prend son nom actuel le 12 octobre 2011 par le décret Multum conferre de la congrégation des évêques.

## Évêques
- Ramón Salas Valdés, S.J (8 octobre 1963 - 15 mai 1993)
- Renato Hasche Sánchez, S.J (15 mai 1993 - 24 avril 2003)
- Héctor Eduardo Vargas Bastidas, S.D.B (25 novembre 2003 - 14 mai 2013), nommé évêque de Temuco
- Moisés Carlos Atisha Contreras, depuis le 21 novembre 2014